# گورودیشچه (شهرستان آلکسیفسکی، استان بلگورود)
گورودیشچه (انگلیسی: Gorodishche, Alexeyevsky District, Belgorod Oblast) یک شهرک در بخش آلکسیفسکی استان بلگورود کشور روسیه است.